# La Rogivue
Pour l’article homonyme, voir Marguerite Czarnecki Rogivue.
La Rogivue est une ancienne commune du canton de Vaud, qui a fusionné avec Maracon le 1er janvier 2003.